# Kondappanaickenpatti
Kondappanaickenpatti es una ciudad censal situada en el distrito de Salem en el estado de Tamil Nadu (India). Su población es de 6892 habitantes (2011). Se encuentra a 10 km de Salem y a 71 km de Erode.

## Demografía
Según el censo de 2011 la población de Kondappanaickenpatti era de 6892 habitantes, de los cuales 3467 eran hombres y 3425 eran mujeres. Kondappanaickenpatti tiene una tasa media de alfabetización del 76,48%, inferior a la media estatal del 80,09%: la alfabetización masculina es del 82,81%, y la alfabetización femenina del 70,08%.